# Alberich Heidmann
Alberich Heidmann, řádovým jménem Alberik Heidmann (27. prosince 1808 Jáchymov – 16. srpna 1898 Lilienfeld), byl římskokatolický duchovní. Od roku 1862 byl opatem Lilienfeldského kláštera a poslanec dolnorakouského zemského sněmu za velkostatkáře.

## Život
Narodil se dne 27. prosince 1808 v Jáchymově. Jeho otec Josef Heidemann byl obchodník. Obecnou a střední školu navštěvoval v Chebu a 3. října 1828 vstoupil do Řádu cisterciáků v Lilienfeldu v Dolním Rakousku, kde přijal jméno Alberik. Další studia absolvoval na Karlově univerzitě v Praze, kde studoval teologii a filozofii. Po zdárném absolutoriu odešel studovat na univerzitu do Vídně a následně pokračoval na Papežské Univerzitě Svatého kříže v Římě. Kněžské svěcení vykonal dne 31. července 1832 v St. Pöltenu do rukou biskupa Jakuba Frinta. Poté působil jako kaplan v Lilienfeldu a Unterdürnbachu. V letech 1836–1854 byl pověřeným silničním inspektorem. S titulu své funkce v letech 1838-1847 řídil výstavbu Mariazellerstraße v St. Pöltenu. Zároveň byl v letech 1839–1853 ekonomickým správcem kláštera v Lilienfeldu. V letech 1853–1862 byl pastorem v Unterretzbachu a 24. dubna 1862 byl zvolen opatem kláštera v Lilienfeldu.
Za dobu, kdy zastával funkci opata byl klášter rekonstruován a částečně regotizován pod vedením architekta Domenica Avanzi. Zároveň ve svém obvodu nechal obnovit nebo vystavět řadu kostelů a kaplí. V letech 1875–1897 byl asistentem Rakousko-uherské cisterciácké kongregace. Mezi roky 1866–1867 vykonával poslanecký mandát v dolnorakouského zemského sněmu za velkostatkáře. Dále byl Říšským radou a od roku 1879 nositelem Velitelského kříže Řádu Františka Josefa.
V roce 1882 byl jmenován čestným občanem obcí Lilienfeld, v roce 1892 jej tímto titulem poctily i obce Unterretzbach a Türnitz a v roce 1894 pak obce Traisen a Eschenau. Alberik Heidmann zemřel 16. srpna 1898 v dolnorakouském Lilienfeldu. Pohřben je na hřbitově Äbtegruft tamtéž.

## Vyznamenání
- 1879  Řád Františka Josefa - III. třídy, komtur